# 內江三元塔
內江三元塔位於四川省內江市市中區，文物遺址年代判定為清。2012年7月16日公佈為第八批四川省文物保護單位。
內江三元塔位於四川省內江市中區內梓南路塔山公園內，沱江西岸的三元山頂。該塔建於清嘉慶九年（1804），塔身坐北朝南，磚石結構，八面體樓閣式磚塔，共11層。塔基為正方形須彌石座，邊長16.5，高4.40公尺，塔基正面13級垂帶踏道。底層正面設圓形石拱門，每層正面均有題刻，各面皆開園窗，塔內140級石梯旋轉至頂，八角攢尖頂，塔體通高56.4公尺，占地面積272.25平方公尺。內江三元塔為大型樓閣式磚石塔，氣勢雄偉，選址設計獨具匠心，具有重要的建築藝術、歷史研究價值。